# Charles Nègre

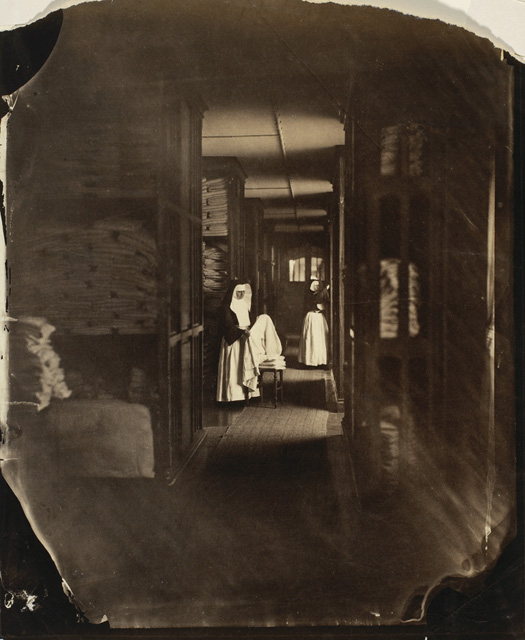
Lavandería en el Asilo de Vincennes, copia a la albúmina, a partir de un negativo de vidrio al colodión. 1859.

Charles Nègre (9 de mayo de 1820 - 16 de enero de 1880) fue un fotógrafo y pintor francés del siglo XIX.
Nació en Grasse en una familia de origen italiano llamada Negri, que se instaló en la ciudad en 1778 y regentaba una confitería. Con 18 años comenzó a estudiar pintura en París con Paul Delaroche y después con Ingres. Desde 1843 expone sus pinturas y en 1851 con motivo del golpe de Estado de Napoleón III hizo un cuadro alegórico que diez años después modificó y fue comprado por el gobierno del emperador en 1868.
En 1844 comienza a experimentar con la fotografía en papel, con el fin de mejorar su trabajo pictórico, pero acabó convirtiéndose en su actividad principal. Comenzó realizando daguerrotipos y luego calotipos, pero tras la aparición del colodión trabajó con este procedimiento y estuvo investigando sobre la heliografía y el huecograbado. Participó en la Misión Heliográfica y fue uno de los fundadores de la Sociedad Francesa de Fotografía. Recibió el encargo de fotografiar la catedral de Chartres y diversas obras de arte del museo del Louvre, con fines documentales. En 1861 realizó el que se puede considerar el primer reportaje social francés, sobre el asilo imperial de Vincennes.
Su obra titulada Deshollinadores caminando (Ramoneurs en marche) realizada en diciembre de 1851 está considerada como el primer ejemplo de fotografía de reportaje realizado por un francés, se encuentra en la Galería Nacional de Canadá desde 1968. Esta fotografía forma parte de un reportaje que podría haberse realizado con el fin de realizar una pintura, pero que dio lugar a una serie de reportajes fotográficos documentales sobre trabajadores, artesanos o comerciantes que se retrataban a modo de «tipos».
En 1852 estuvo impartiendo clases en la Escuela Superior de Comercio de París y al mismo tiempo comenzó a realizar fotografías en el sur de Francia, obteniendo más  de doscientos negativos para su serie La Midi de la France. En 1856 publicó en la revista La Lumière su método de grabado heliográfico (gravure heliografique), que llamó «grabado paniconográfico».
En 1863 se retiró a vivir a Niza donde realizó numerosas fotografías de sus alrededores. Uno de los motivos fue que el premio del duque de Luynes se lo dieron a Poitevin en vez de a sus fotografías realizadas por su método de grabado que ofrecían mayor calidad.
El reconocimiento de este fotógrafo se produjo en los años setenta del siglo XX tras la publicación de dos biografías en 1976 y 1980.